# 香港民間團體
香港民間團體並不是專指一個組織，而是泛指各個由香港市民自發組成的團體的一個統稱，1980年代由於當時香港冒起各個壓力團體，因此現時一些香港民間團體與其形式接近，或甚由壓力團體演變而成。
1997年香港主權移交後，由於各方面的利益衝突，使民間各個團體紛紛團結起來，保衛自身的權益以及香港的核心價值。不少團體的成立宗旨都圍繞著人權、公義以及法律公義等主題。

## 香港民間團體列表
- 23條關注組
- 45條關注組
- 民間人權陣線
- 立言香港
- 一團火